# Fondo europeo di sviluppo regionale
     Regioni meno sviluppate (PIL pro capite < 75 % media UE)
     Regioni di transizione (PIL pro capite 75÷100 % media UE)
     Regioni più sviluppate (PIL pro capite > 100 % media UE)

Fondo europeo di sviluppo regionale 2021-2027
Regioni meno sviluppate (PIL pro capite < 75 % media UE)
Regioni di transizione (PIL pro capite 75÷100 % media UE)
Regioni più sviluppate (PIL pro capite > 100 % media UE)

Il Fondo europeo di sviluppo regionale (FESR) è uno dei fondi strutturali dell'Unione europea. È lo strumento principale della sua politica regionale ed è gestito dal commissario europeo per la politica regionale.
Per il periodo 2014-2020 ha ricevuto una dotazione di 185 miliardi di euro.

## Storia
Nasce con il regolamento 724/75 promosso il 18 marzo 1975 per promuovere la crescita delle zone più arretrate degli allora nove paesi membri della CEE, inviduate nell'Italia meridionale, la maggior parte dell'Irlanda, le regioni occidentali e sudoccidentali della Francia, Olanda Settentrionale, parte della Germania Ovest lungo il confine orientale e gran parte del Regno Unito, in particolare Galles e Scozia. Finanziava fino al 50% del costo dell'intervento. Solo all'Italia andava il 40% dei fondi, seguita da Regno Unito (28%) e Francia (15%).
Destinatari dei finanziamenti erano le attività industriali ed artigianali a patto che fossero sane e che potessero creare (o mantenere, nei processi di trasformazione) almeno 10 posti di lavoro e la costruzione di infrastrutture.

## Obiettivi
Nella presente programmazione 2014 - 2020 il FESR è disciplinato dal Regolamento (CE) N.1301/2013.
Quest'ultimo regolamento è stato delineato in un’ottica di concentrazione tematica e di specializzazione, al fine di contribuire al perseguimento della strategia Europa  2020. Le aree su cui agisce sono:
- innovazione e ricerca;
- agenda digitale;
- sostegno alle piccole e medie imprese (PMI);
- economia a basse emissioni di carbonio.

Le risorse FESR stanziate a favore di tali priorità dipendono dalla categoria di regione:
- nelle regioni più sviluppate almeno l'80 % dei fondi deve concentrarsi su almeno due priorità;
- nelle regioni in transizione la concentrazione concerne il 60 % dei fondi;
- nelle regioni in ritardo di sviluppo la concentrazione concerne il 50 % dei fondi.

Alcune risorse FESR, inoltre, devono essere specificamente destinate a progetti attinenti all'economia a basse emissioni di carbonio:
- regioni più sviluppate: 20%;
- regioni in transizione: 15%;
- regioni in ritardo di sviluppo: 12%.

## Interventi
Nell'ambito dei compiti indicati il FESR partecipa al finanziamento di:
1. investimenti produttivi che permettono di creare o salvaguardare posti di lavoro durevoli;
2. investimenti nel settore delle infrastrutture, come il progetto URBACT;
3. sviluppo del potenziale endogeno attraverso misure di animazione e di sostegno alle iniziative per lo sviluppo locale e l'occupazione nonché alle attività delle piccole e medie imprese (PMI), segnatamente attraverso:
  1. aiuti ai servizi in favore delle aziende, in particolare nei settori della gestione, degli studi e ricerche di mercato e dei servizi comuni a varie aziende;
  2. il finanziamento del trasferimento di tecnologia, con particolare riferimento alla raccolta e alla diffusione dell'informazione, all'organizzazione comune di imprese e istituti di ricerca nonché al finanziamento dell'attuazione dell'innovazione aziendale;
  3. il miglioramento delle possibilità di accesso delle aziende al finanziamento e al credito, attraverso la creazione e lo sviluppo di idonei strumenti di finanziamento ai sensi dell'articolo 28 del regolamento (CE) n. 1260/1999;
  4. gli aiuti diretti agli investimenti di cui all'articolo 28, paragrafo 3 del regolamento (CE) n. 1260/1999, in assenza di un regime di aiuti;
  5. la realizzazione di infrastrutture di dimensioni consone allo sviluppo locale e dell'occupazione;
  6. aiuti alle strutture di servizi zonali per la creazione di nuovi posti di lavoro, escluse le misure finanziate dal Fondo sociale europeo (FSE);
4. le misure di assistenza tecnica di cui all'articolo 2, paragrafo 4, secondo comma, del regolamento (CE) n. 1260/1999.

Nelle regioni che rientrano nell'obiettivo n. 1, il FESR può partecipare al finanziamento di investimenti per l'istruzione e la sanità che contribuiscano all'adeguamento strutturale di dette regioni.